# Irene d'Atenes
Irene (Εἰρήνη) fou una emperadriu romana d'Orient (797-802) nascuda a Atenes vers 752 i morta a Constantinoble el 9 d'agost de 803. És venerada com a santa pels creients de la fe ortodoxa, tot i que aquesta l'Església no l'ha canonitzat mai.

## Procedència
Irene va néixer en una família noble d'Atenes, els Sarandapikhos (Σαρανταπήχος). El seu oncle, Costantí Sarantapekhos, era un patrici i probablement estrateg d'un dels temes de Grècia. Quan va quedar òrfena, fou portada a la cort de l'emperador Constantí V. L'1 de novembre del 769, algunes naus la van escortar al palau de Hiera, a la riba asiàtica del Bòsfor, per portar-la després a Costantinoble, on fou acollida solemnement.

## Matrimoni i regnat amb Lleó IV
Per la seva bellesa i intel·ligència va atreure l'atenció de l'emperador Lleó IV el Khàzar, fill i successor de Constantí V Coprònim, amb qui es va casar el 18 de desembre del 769. Ella era adoradora d'imatges i el seu marit li va imposar la iconoclàstia.
Lleó va pujar al tron el 775, a la mort del seu pare. Tenia por que els seus germans li volguessin usurpar el tron, per això de seguida que va tenir un fill el va fer coronar coemperador demanant públicament la submissió i el reconeixement de tots, el divendres sant del 776. Al maig va descobrir una conjura del seu germà Nicèfor, el va fer tonsurar i el va enviar a un monestir a Quersonès. Anys més tard continuaria conspirant per assolir el tron.
Un dia el seu home va descobrir que Irene continuava amb el culte a les imatges, la va castigar i ja no va voler compartir el llit amb ella. Lleó va morir el 780 d'una malaltia, alguns historiadors han especulat que Irene o els adoradors d'imatges van escampar el rumor que en realitat l'emperador havia emmalaltit per haver comès l'acte sacríleg de posar-se al cap la corona votiva que es conservava a l'església de Santa Sofia. Irene va passar a ser regent del seu fill de nou anys, Constantí VI.

## Regència (780-790)
Tenia com a assessor el ministre Estauraci, el qual la va advertir que els seus cunyats volien prendre-li el tron al seu fill. Els conspiradors van cercar el suport dels iconoclastes, però la revolta fou sufocada i als responsables cegats. En la conjura va participar també l'estrateg de Sicília, Elpidi. Irene va ordenar arrestar-lo, enviant una gran flota comandada per un patrici anomenat Teodor, el qual va reeixir a recuperar l'illa però no va poder evitar que Elpidi fugís a l'Àfrica, on els àrabs el van refugiar. Com que no va poder castigar Elpidi, Irene va aplicar la tortura a la família del fugitiu.
Irene va fer construir un palau als afores de Constantinoble, que es va anomenar palau d'Eleuteri. L'any 782 va arranjar el matrimoni del seu fill amb Rotruda, una filla de Carlemany.
El 782 l'imperi va patir l'atac del califa abbàssida Harun ar-Raixid, que amb un exèrcit de 100.000 homes va arribar al Bòsfor i va acampar a la riba oposada de Constantinoble. Irene en va confiar la defensa al general Estauraci. A causa de la traïció del general Tatzates, que no tolerava el govern d'Irene, Estauraci fou fet presoner pels àrabs. Irene va pagar el rescat i es va acordar una treva amb la qual l'emperadriu es comprometia a donar 90.000 dinars anuals al califa a canvi de l'alliberament de tots els romans d'Orient captius.
Per tal de recollir tants diners li calia conquerir nous territoris per tenir nous ciutadans als quals imposar taxes. Irene va enviar un exèrcit contra els eslaus i ben aviat Estauraci va reconquerir territoris a Tràcia, així es va crear un nou tema a Macedònia. El triomf fou sumptuosament celebrat a l'hipòdrom de Constantinoble, el gener del 784. Per celebrar aquesta victòria, Irene va fer construir la basílica de Santa Sofia a Tessalònica sobre les restes d'una antiga església paleocristiana.

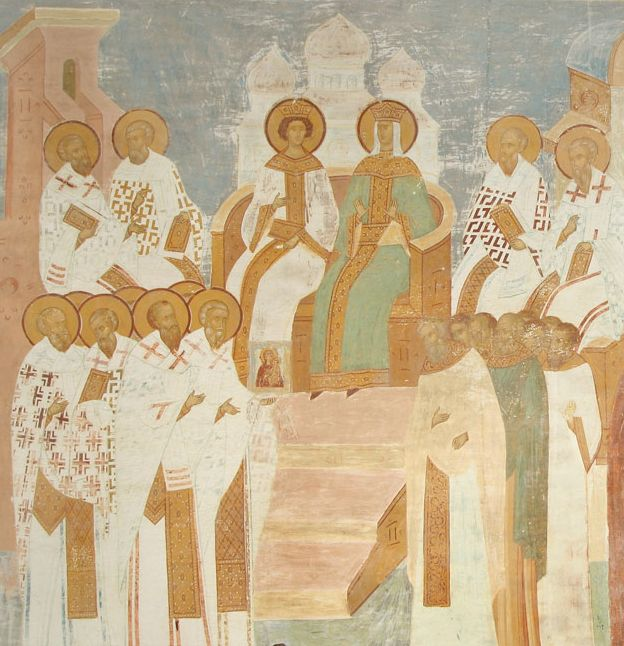
Irene i Constantí VI presidint el Segon Concili de Nicea.

La guerra amb els àrabs es va reprendre el 786. Aquell mateix any va convocar el concili de Constantinoble que tenia com a finalitat restablir el culte de les imatges, però no es va poder fer a causa de l'aldarull que va esclatar. Irene va prendre això com a excusa per eliminar les tropes que considerava oposades i el 787 va traslladar el concili a Nicea, on presidit pel patriarca Tarasi, els adoradors d'imatges van aconseguir la victòria.
El 788 Constantí VI començava a donar senyals de rebel·lia contra la seva mare i va trencar el compromís amb la filla de Carlemany i es va casar amb una dama armènia anomenada Maria que havia triat en un ball de candidates organitzat per l'emperadriu.

## Coemperadriu amb Constantí VI
La primavera del 790 Constantí, amb 16 anys, va demanar ser declarat major d'edat i governar en solitari. Tenia el suport de l'estrateg dels armenis, que es va presentar armat a la capital. Irene va empènyer el general Estauraci a sufocar la revolta. A l'octubre, calmats els ànims, Constantí fou proclamat emperador únic i després va demanar a la seva mare que es retirés al palau d'Eleuteri. Ella ho va fer però encara tenia prou partidaris i va aconseguir ser nomenada coemperadriu.
El 792 Constantí va patir una humiliant derrota i va acabar perseguit per Cardam de Bulgària. Per altra banda, l'emperador s'havia guanyat molts oponents amb el divorci de la seva esposa Maria. Irene va aprofitar el descontentament per fer-lo abdicar definitivament. La creixent pressió àrab i l'amenaça dels khàzars sobre el califat, que havien atacat Transcaucasia el 798 va provocar una altra treva el 798, en termes similars als del 782.

## Emperadriu en solitari (797-802)
Irene es va fer coronar amb el títol d'«autòcrata dels romans» (αὐτοκράτωρ Ῥωμαίων), ja que els emperadors romans d'Orient eren la continuació de l'Imperi Romà de l'antiguitat. Al papa Lleó III no li va semblar correcte que una dona assumís el tron i, com que el considerava vacant, va nomenar el rei dels francs, Carlemany, «emperador dels romans» (Imperator Romanorum) el nadal de l'any 800. Això va portar a un conflicte territorial i es va guanyar també l'enemistat d'alguns oficials de palau que van preparar la «conspiració dels eunucs».
Durant el seu regnat la van acusar de malversar els diners de l'Estat. L'abril del 799, per exemple, en ocasió del dilluns de Pasqua es va fer una processó. Irene va muntar en un carro i anava llançant monedes a la gent que trobava al seu pas. El 801 va anul·lar el cobrament d'impostos als ciutadans de Constantinoble i també va cancel·lar la quota de duana a Abidos i Hieron, que eren els ports que controlaven el trànsit comercial a Constantinoble per mar.
Al final del seu govern el personatge més influent fou el tresorer Nicèfor que sobtadament, el 802, va descobrir la conspiració dels eunucs, va fer un cop d'estat i es va proclamar emperador (Nicèfor I). Irene li va proposar compartir el tron; Nicèfor hi va accedir i la va anar a veure a palau, però llavors Nicèfor va arrestar l'emperadriu i la va enviar desterrada a l'illa dels Prínceps. Després la va traslladar a Lesbos, on va haver de viure sense cap pensió. Irene va morir suposadament el 9 d'agost del 803.

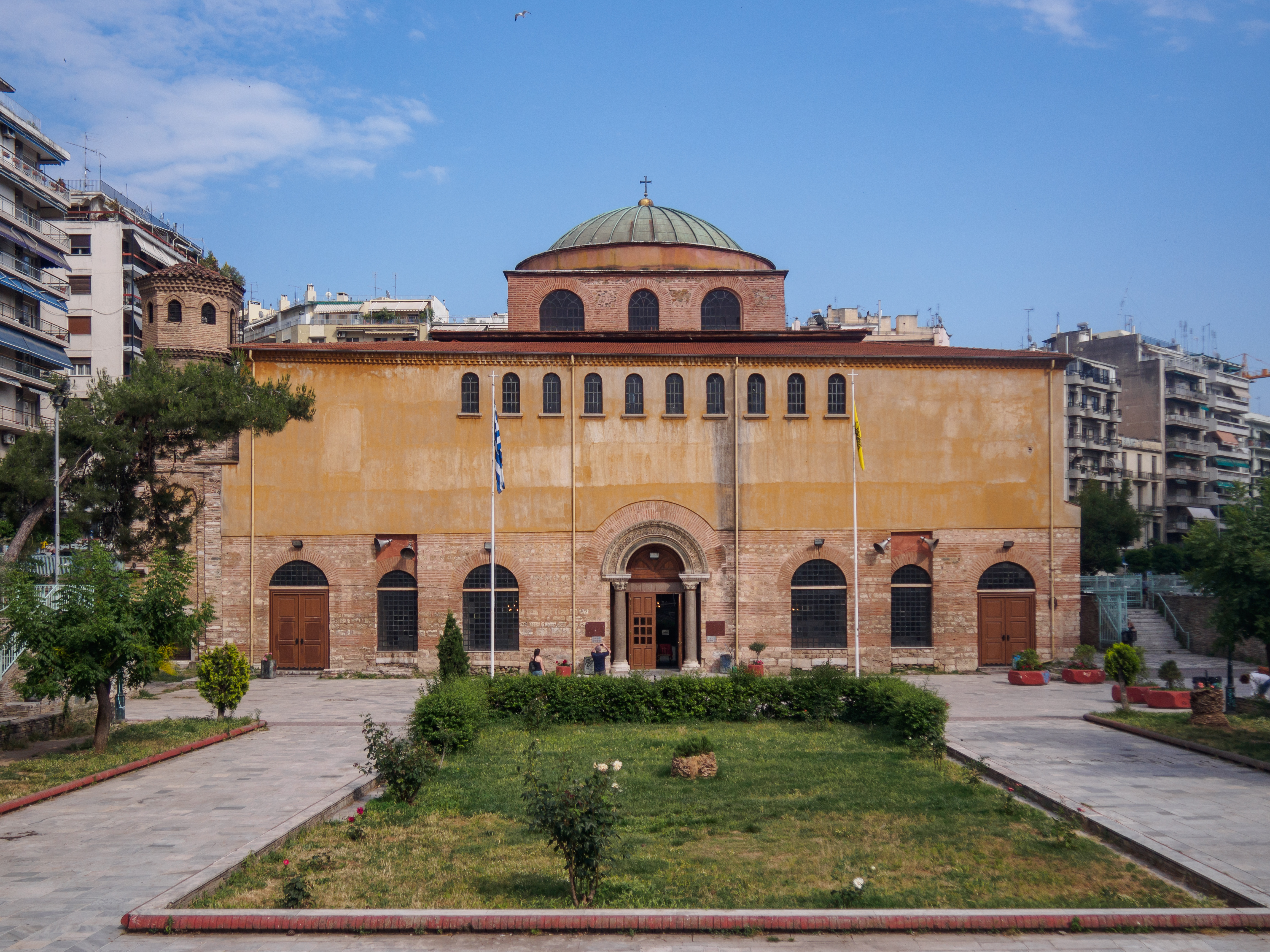
La basílica de Santa Sofia a Tessalònica fou ricament decorada per ordre d'Irene.

## Veneració
L'abat Teodor Estudita la tenia en molta estima i lloava l'esforç que va fer per restaurar monestirs i fer que s'acceptés el culte a les imatges. L'església grega la va considerar santa i celebra la seva memòria el 15 d'agost. Algunes fonts occidentals esmenten que fou canonitzada el 864, per haver protegit l'Església i acabat amb la iconoclàstia. Tot i el culte que se li retia, mai no fou canonitzada i no apareix als Menologis grecs.
Fou sebollida a la basílica dels Sants Apòstols de Constantinoble, però la tomba fou profanada en 1204 pels croats i destruïda pels turcs el 1461.